# Shadow and Bone (livro)
Shadow and Bone (bra: Sombra e Ossos; prt: Luz e Sombra) é um livro de fantasia e o primeiro da trilogia Grisha escrito pela autora israelita-americana Leigh Bardugo, publicado pela Macmillan Publishers em 5 de junho de 2012, chegando no Brasil e em Portugal em 2013. O romance é narrado por Alina Starkov, uma adolescente órfã que cresceu em Ravka, terra de inspiração da Rússia, antes de toda a sua vida mudar depois, inesperadamente, através de um poder que ela nunca soube que tinha para salvar seu melhor amigo, fazendo ela se tornar alvo de intrigas e violência. É o primeiro livro da trilogia Shadow and Bone, seguido por Siege and Storm e Ruin and Rising. É também o homônimo e a base da adaptação da série da Netflix, Shadow and Bone, que estreou em abril de 2021.

## Enredo
Alina Starkov é uma adolescente que cresceu com Malyen (Mal) Oretsev em um orfanato em Keramzin, no Reino de Ravka. A história começa quando eles marcham pelo Não Mar (também chamado de Dobra das Sombras), uma faixa de terra perpetuamente escura e estéril cortando a maior parte de Ravka do mar. Expedições periódicas enviadas através da Dobra para transportar mercadorias e trazer de volta as importações são frequentemente atormentadas por monstros chamados volcras que habitam o Não Mar. Durante a travessia, os volcras atacam e, enquanto salva Mal, Alina exibe um extraordinário talento Grisha. Os Grishas são pessoas com a capacidade de manipular os elementos para usar como armas, por exemplo, invocar o fogo, controlar o vento, regular os corações. Alina é capaz de invocar luz e, portanto, é considerada uma Conjuradora do Sol. Há algumas pessoas que pensam que ela é uma santa cujo propósito é destruir a Dobra das Sombras.
O líder dos Grishas, Darkling, leva Alina para a capital Os Alta, dizendo que seu poder é único e valioso, o que a torna um alvo de assassinato por inimigos de Ravka. Ela luta para se encaixar com outros Grishas e ter confiança em suas próprias habilidades enquanto começa um treinamento rigoroso. Ela sente uma forte atração por Darkling, que ele parece retribuir. Durante dois encontros eles se beijam, e Alina fica confusa com suas reações aos beijos.
Depois de demonstrar seu poder ao rei e sua corte, Alina é informada por sua tutora, Baghra, que ela deve fugir. Baghra se revela como a mãe de Darkling. Ela explica que Darkling tem centenas de anos, criou intencionalmente o Não Mar e pretende escravizar Alina para usar seu poder Grisha para conquistar o mundo. Duas semanas após Alina fugir, ela é quase capturada, mas é salva por Mal, que tem uma habilidade quase sobrenatural de rastrear, e foi enviada para encontrá-la. Em vez de entregá-la, ele a ajuda a escapar.
Eles decidem caçar um cervo mágico no extremo norte. Se Alina matar o cervo e fizer uma coleira de seus chifres, seus poderes serão muito amplificados. Depois de muito tempo e esforço, Alina e Mal encontram o cervo, porém, assim que percebem o quanto se amam, ela se recusa a matá-lo, e o cervo reconhece isso. Nesse momento, Darkling e seus lacaios aparecem. Darkling mata o cervo e força a coleira de chifres em Alina, tornando-a sua escrava absoluta, incapaz de desobedecê-lo em nenhum momento.
Eles rapidamente retornam ao sul para o principal ponto de passagem do Não Mar. Darkling força Alina a proteger o navio durante a travessia. Perto do outro lado, Darkling estende o Não Mar, causando grande morte e destruição em Novo Kribirsk. Ele então joga Mal para fora do navio, para o Não Mar, para ser devorado por monstros. Em desespero, Alina finalmente percebe que seu ato de misericórdia, poupando o cervo, lhe dá a possibilidade de se libertar da escravidão de Darkling. Seu amor por Mal lhe dá a força que ela precisa. Alina se liberta, salta do navio, salva Mal e destrói o navio.
O livro termina com Mal e Alina atravessando o Mar Verdadeiro, fugindo de Ravka e de Darkling.

## Desenvolvimento
Shadow and Bone é o primeiro romance de Bardugo. Quando a Entertainment Weekly questionou Bardugo sobre sua inspiração para a série, ela explicou: "Na maioria das fantasias, a escuridão é metafórica; é apenas uma maneira de falar sobre o mal (a escuridão cai sobre a terra, uma idade das trevas está chegando, etc.). Eu queria pegar algo figurativo e torná-lo literal. Então a pergunta se tornou: 'E se a escuridão fosse um lugar?' E se os monstros à espreita fossem reais e mais horríveis do que qualquer coisa que você já imaginou debaixo da sua cama ou atrás da porta do guarda-roupa? E se você tivesse que lutar contra eles em seu próprio território, cego e indefeso no escuro? Essas ideias acabaram se tornando a Dobra das Sombras."
Bardugo define seu gênero como Tsarpunk - uma fantasia com inspiração da Rússia do início do século 19. Quando perguntada por que ela escolheu esse cenário em particular, Bardugo explicou: "Acho que há um tremendo poder nas imagens que associamos à cultura e à história russa, esses extremos de beleza e brutalidade que se prestam à fantasia. E honestamente, por mais que eu ame espadas e jarros de cerveja—e acredite, eu amo mesmo—eu queria levar os leitores para um lugar um pouco diferente. A Rússia czarista me deu um ponto de partida diferente."
Bardugo progrediu nas etapas de consulta aos agentes para aceitar a representação e receber uma oferta de três livros em 37 dias. A série Grisha foi a leilão em 1º de dezembro de 2010 e foi vendida para Henry Holt e a Co./Macmillan em 3 de dezembro de 2010. Shadow and Bone, o primeiro livro da trilogia, foi publicado em junho de 2012.

## Recepção
A Publishers Weekly comentou que "a angústia e a passividade de Alina são um pouco decepcionantes, mas a narrativa de Bardugo e a construção de mundo mais do que compensam". Um revisor anônimo da Kirkus Reviews elogiou Bardugo por "permitir que os detalhes da magia Grisha se revelassem com exposição limitada, usando a ignorância de Alina para benefício dos leitores", mas descreveu a construção de mundo como "continuamente prejudicada por coloquialismos desajeitados". O revisor concluiu: "A trama é poderosa o suficiente para levar a maioria dos leitores às falhas do passado e para o próximo livro da série."

## Sequências e obras relacionadas
Sua sequência e segundo livro da trilogia, Siege and Storm, foi publicado em junho de 2013. O último livro da trilogia, Ruin and Rising, foi publicado em junho de 2014.
Também ambientados no mesmo mundo da trilogia estão a duologia Six of Crows (2015) e Crooked Kingdom (2016); a coleção independente de contos The Language of Thorns, a hagiografia no universo The Lives of Saints e o diário introspectivo do escritor The Severed Moon; e a duologia King of Scars (2019) e Rule of Wolves (2021), que apresenta personagens da trilogia original e Six of Crows.

## Adaptações
Em setembro de 2012, Holly Bario, presidente de produção da DreamWorks, anunciou que havia adquirido os direitos de filme para Shadow and Bone. David Heyman, que produziu os filmes de Harry Potter, foi anunciado como produtor. Jeffrey Clifford, presidente da Heyday Films, também produziria o filme.
Em janeiro de 2019, a Netflix encomendou uma série de oito episódios baseada na trilogia Grisha e na duologia Six of Crows com Eric Heisserer como showrunner. A produção começou em outubro de 2019 com Jessie Mei Li como Alina Starkov, Ben Barnes como General Kirigan (The Darkling), Archie Renaux como Malyen Oretsev, Sujaya Dasgupta como Zoya Nazyalensky, Daisy Head como Genya Safin e Simon Sears como Ivan.

Todos os oito episódios da série foram lançados em 23 de abril de 2021.